# 蒙特勒伊-拉康布
蒙特勒伊-拉康布（法語：Montreuil-la-Cambe，法語發音：[mɔ̃tʁœj la kɑ̃b] ⓘ）是法国奥恩省的一个市镇，属于阿让唐区。该市镇于1858年由原市镇蒙特勒伊拉莫特（Montreuil-la-Motte）和拉康布（La Cambe）合并而成。

## 地理
蒙特勒伊-拉康布（48°52'59"N, 0°3'0"E）面积9.57 平方千米，位于法国诺曼底大区奧恩省，该省份为法国西北部内陆省份，北起顺时针与卡爾瓦多斯省、厄尔省、厄尔-卢瓦省、萨尔特省、马耶讷省和芒什省接壤。
与蒙特勒伊-拉康布接壤的市镇（或旧市镇、城区）包括：勒马赖拉沙佩勒、欧日地区莱穆捷、埃科尔什、方丹莱巴塞、欧日地区卢维耶尔、圣热尔韦德萨布隆、特兰。

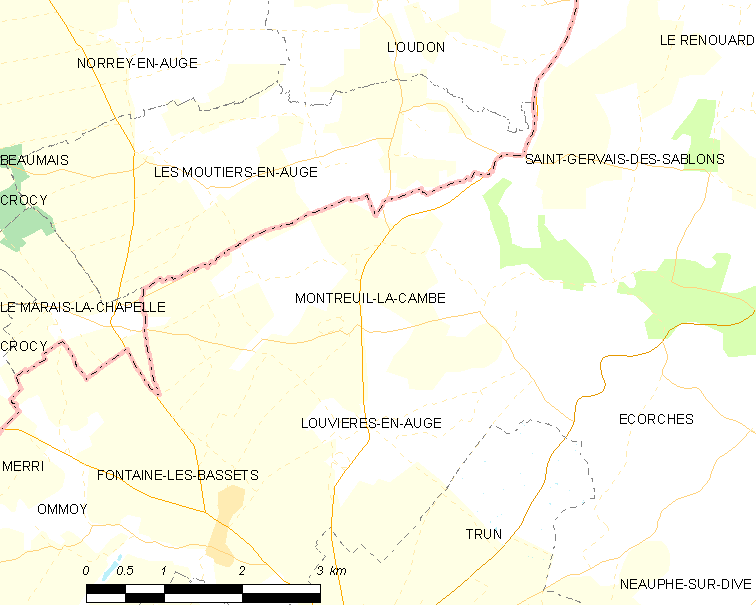
蒙特勒伊-拉康布的OSM定位图

蒙特勒伊-拉康布的时区为UTC+01:00、UTC+02:00（夏令时）。

## 行政
蒙特勒伊-拉康布的邮政编码为61160，INSEE市镇编码为61291。

## 政治
蒙特勒伊-拉康布所属的省级选区为阿让唐第二县。

## 人口

1962-2008年间蒙特勒伊-拉康布人口变化图示

蒙特勒伊-拉康布于2022年1月1日时的人口数量为80人。